# إنجليزية جنوب إفريقيا
إنجليزية جنوب أفريقيا (بالإنجليزية: South African English) هي مجموعة لهجات اللغة الإنجليزية المحلية في جنوب أفريقيا. ولها أربعة تنوعات فرعية حسب المجموعة العرقية، لكل منها خصائص لغوية (صوتية ومعجمية) مميِّزة، وهي: إنجليزية العِرق الأسود، وإنجليزية العِرق الملون، وإنجليزية العِرق الهندي، وإنجليزية العرق الأبيض.
وحسب التعداد الوطني لجنوب إفريقيا لعام 2011 فهناك حوالي 4,892,623 متحدثًا باللغة الإنجليزية كلغة أولى يشكلون 9.6٪ من سكان البلاد.

## تاريخ
وصل أول تدفق كبير للناطقين باللغة الإنجليزية إلى منطقة جنوب أفريقيا عام 1820، بعد بداية الاستعمار البريطاني في عام 1795. وعلى الرغم من أن البريطانيين كانوا أقلية مستعمرة بعد الهولنديون فقد أعلن حاكم مستعمرة كيب اللغة الإنجليزية لغة رسمية في عام 1822. ثم وصلت مجموعة أخرى من المتحدثين باللغة الإنجليزية من بريطانيا في أربعينيات وخمسينيات القرن التاسع عشر، تلتها موجة ثالثة من المستوطنين الإنجليز بين عامي 1875 و1904 ، وجلبوا معهم مجموعة متنوعة من اللهجات الإنجليزية.
عندما تم تشكيل اتحاد جنوب إفريقيا في عام 1910 كانت الإنجليزية والهولندية هي اللغات الرسمية للدولة، على الرغم من أن اللغة الأفريقانية حلت فعليًا محل الهولندية في عام 1925. وبعد عام 1994 حققت هاتان اللغتان، إلى جانب تسع من لغات البانتو الجنوبية، مكانة رسمية متساوية.
وبذلك تعتبر إنجليزية جنوب أفريقيا إحدي تنوّعات الإنجليزية في نصف الكرة الجنوبي التي نشأت نتيجة الاستعمار الإنجليزي في القرنين الثامن عشر والتاسع عشر (إلى جانب إنجليزيات زيمبابوي وأستراليا ونيوزيلندا). وبطبيعة الحال فإن التشابه بينها وبين الإنجليزية البريطانية أكبر منه مع الإنجليزية الأمريكية.